# Tomáš Křišťan
Tomáš Křišťan (* 22. května 1955) je český politik a soukromý zemědělec, dlouholetý zastupitel města Humpolce, v letech 1998 až 2010 místostarosta města, člen KDU-ČSL.

## Život
Vystudoval Agronomickou a pedagogickou fakultu Vysoké školy zemědělské (získal tak titul Ing.) a celý svůj profesní život zasvětil zemědělství. Učil na Střední zemědělské technické škole v Humpolci (dnes Česká zemědělská akademie v Humpolci, střední škola).
Živí se jako soukromý zemědělec. Hospodaří se svou rodinou na Ekofarmě Milotičky. V roce 1999 získal cenu Bartákův hrnec pro nejlepšího českého ekologického zemědělce.
Tomáš Křišťan je ženatý a má dvě děti. Žije v Humpolci.

## Politické působení
V 90. letech 20. století byl nestraníkem za KDU-ČSL, později se stal členem strany.
Do politiky vstoupil, když byl v komunálních volbách v roce 1990 zvolen do Zastupitelstva města Humpolce na Pelhřimovsku. Mandát zastupitele města pak obhájil v komunálních volbách v roce 1994 (nestraník za KDU-ČSL), 1998 (nestraník za KDU-ČSL), 2002 (lídr kandidátky, nestraník za KDU-ČSL), 2006 (lídr kandidátky, člen KDU-ČSL) a 2010. V letech 1998 až 2010 navíc působil jako místostarosta města, od roku 2010 je předsedou Bytové komise Rady města.
V krajských volbách v roce 2004 kandidoval za KDU-ČSL do Zastupitelstva Kraje Vysočina, ale neuspěl. Do krajského zastupitelstva se nedostal ani ve volbách v roce 2008 a v roce 2012. V minulosti však působil v krajském Finančním výboru.
Třikrát neúspěšně kandidoval za KDU-ČSL v Kraji Vysočina ve volbách do Poslanecké sněmovny PČR, a to v letech 2006, 2010 a 2013.
Ve volbách do Senátu PČR v roce 2014 kandidoval za KDU-ČSL v obvodu č. 15 – Pelhřimov. Se ziskem 8,07 % hlasů skončil na 4. místě a nepostoupil tak ani do druhého kola.